# 诸星清佳
诸星清佳（1965年2月24日—），北海道札幌人，日本记者。

## 简历
诸星清佳出生于日本北海道钏路市，在札幌市长大。他毕业于东京外国语大学中文系，毕业论文的题目是〈刘宾雁与中国的言论自由〉。他曾在《北海道新闻》担任过记者。辞去北海道新闻社以后，他升学于东京外国语大学研究院硕士课程，专攻历史文化论。1987年9月到1989年2月，在武汉大学留学，1991年9月到1992年7月，在北京大学留学。1998年11月到2000年1月，国立高冈短期大学情报产业系(现富山大学艺术文化系)地区商务专业(汉语)讲师。而今他作自由记者，为日本中国通。他基本上支持中国的改革开放政策，同时严格批评毛泽东思想和日本的其思想代言人（如本多胜一等），并且把文化大革命当作典型的法西斯运动。对于2007年前后在日本开始散布的中国经济崩溃论(这就是等于中国崩溃论)，他一贯站在否定立场。诸星早就知道新疆有对维族的压制情况，但本多胜一主编的《星期五周刊(日文：週刊金曜日)》没准刊登他的报道。

## 著作
- 《沈黙の国の記者―――劉賓雁と中国共産党》(《沉默国度的记者：刘宾雁与中国共产党》,，1992年12月）
- 《ルポ中国―――解放の夢と開放の現実》(《中国深度报道：解放之梦与开放之现实》,，1996年7月）
- 《中国革命の夢が潰えたとき―――毛沢東に裏切られた人々》(《中国革命梦想破灭时：被毛泽东背叛的人们》,，2000年1月）
- 《チベットの現在―――遥かなるラサ》(《今日的西藏：远在拉萨》,日中出版，2014年1月）

## 翻译
- 《劉賓雁ルポ作品集―――橋梁工事現場にて/他》(《刘宾雁报告文学作品集：〈在桥梁工地上〉及其它》,白帝社，2004年7月）